# Zdenka Braunerová
Zdenka Braunerová, właśc. Zdislava Rosalia Augusta Braunerová (ur. 9 kwietnia 1858 w Pradze, zm. 23 maja 1934 tamże) – czeska graficzka, ilustratorka i malarka.

## Życiorys
Urodziła się 9 kwietnia 1858 roku w Pradze. Podczas chrztu nadano jej imiona Zdislava Rosalia Augusta. Jej ojcem był polityk František Augustín Brauner, a matką pochodząca z niemieckiego mieszczaństwa Augusta z domu Neumann. Jej brat Bohuslav Brauner został chemikiem. Jej pierwszymi nauczycielami malarstwa byli Amálie Mánesová, Soběslav Pinkas i Antonín Chittusi. Wielokrotnie wyjeżdżała do Paryża, gdzie mieszkała jej siostra, która wyszła za mąż za francuskiego pisarza Elémira Bourgesa. W 1881 roku oraz w latach 1885–1893 pobierała nauki w paryskiej Akademii Colarossiego. Inspirowała się także twórczością barbizończyków, z którymi nawiązała kontakt. Malowała pejzaże.
Po raz pierwszy zaprezentowała publicznie swe malarstwo w 1890 roku, podczas wystawy kobiecej w Champs Elysées. Brała regularny udział w Salonach paryskich i wystawach w praskim Rudolfinum. Odegrała kluczową rolę w przybliżeniu francuskiej sztuki współczesnej czeskim artystom, przedstawiając im twórczość m.in. Auguste’a Rodina i Odilon Redona. W latach 1896–1906 należała do czeskiego Towarzystwa Sztuk Plastycznych Mánes, z którego została wydalona za niesubordynację, po czym była członkinią związku Hollar.
Pod koniec lat 90. XIX wieku skupiła się na tworzeniu grafik, szczególnie w technice akwaforty. Głównym tematem jej prac były widoki starej Pragi takie jak Maltézský plácek, które chciała uchwycić w ich dawnej formie, przed zmianami wprowadzanymi przez asanację praską. Wraz z Vilémem Mrštíkiem starała się powstrzymać przebudowę starego miasta.
Z początkiem XX wieku zaczęła intensywnie pracować nad szatą graficzną czeskich publikacji. Była jedną z kluczowych osobistości promujących książkę jako dzieło sztuki na ziemiach czeskich, wywarła znaczący wpływ na nową szatę graficzną czeskich książek. Pod wrażeniem działalności brytyjskich wydawnictw i pracy Williama Morrisa, zaczęła czerpać z tradycji czeskiej grafiki renesansowej i barokowej. Inspirowała się także twórczością ludową z regionu Słowacko. Tworzyła charakterystyczne bordiury, winiety tytułowe i inicjały. Szczególne znaczenie miał jej projekt i ilustracje książki Pohádka máje autorstwa Mrštíka. Zaprojektowała także m.in. szatę graficzną magazynu „Moderní revue”. W swych projektach mistrzowsko łączyła projektowanie graficzne z typografią. W 1927 roku w bibliotece Muzeum Sztuki Dekoracyjnej w Pradze odbyła się wystawa jej grafik książkowych.
Oprócz malarstwa i grafiki, zajmowała się dodatkowo projektowaniem szkła użytkowego i dekoracyjnego, malowała także na szkle.
Należała do praskich środowisk artystycznych, przyjaźniąc się w szczególności z poetą Juliusem Zeyerem, krytykiem Františkiem Xaverem Šaldą i rzeźbiarzem Františkiem Bílekiem, którego wspierała duchowo i materialnie w początkach jego kariery. Utrzymywała bliskie kontakty także z artystami młodszych generacji, takimi jak Miloš Marten, czy francuski literat Paul Claudel. Otoczyła opieką młodego malarza Jana Zrzavego, któremu zorganizowała pierwszą wystawę.
Zmarła 23 maja 1934 roku w Pradze. 
Jej imieniem nazwano planetoidę (5583) Braunerová, którą odkrył Antonín Mrkos.

## Galeria

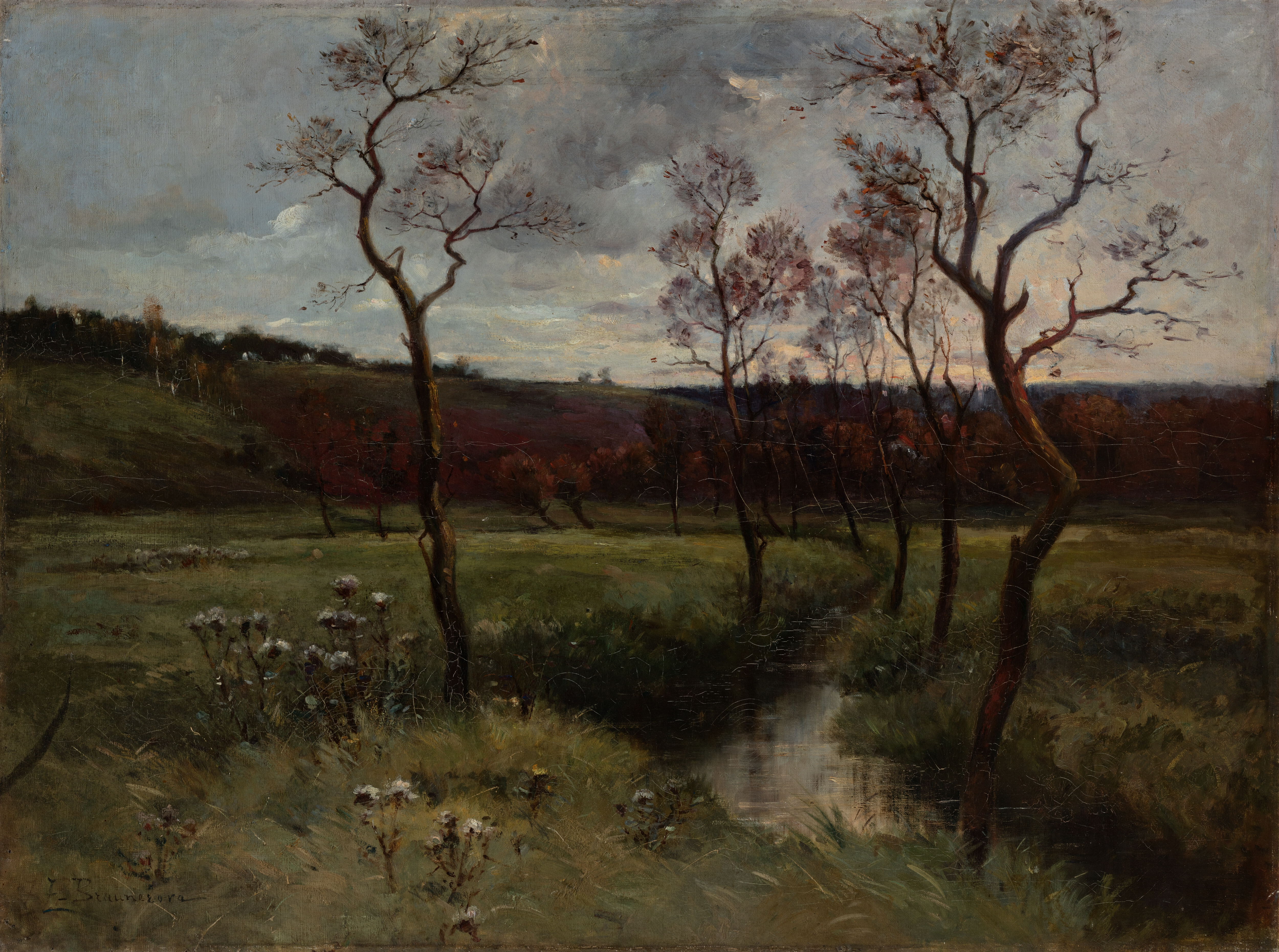
Tiché údolí v Roztokách, obraz olejny, 1886
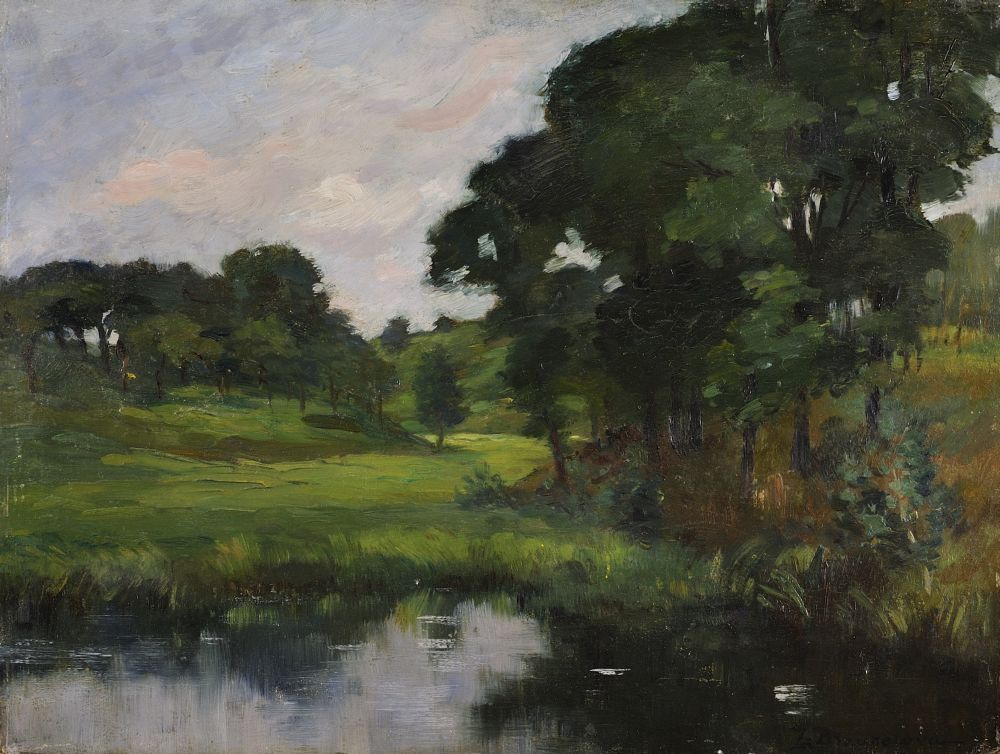
Tichá Voda, obraz
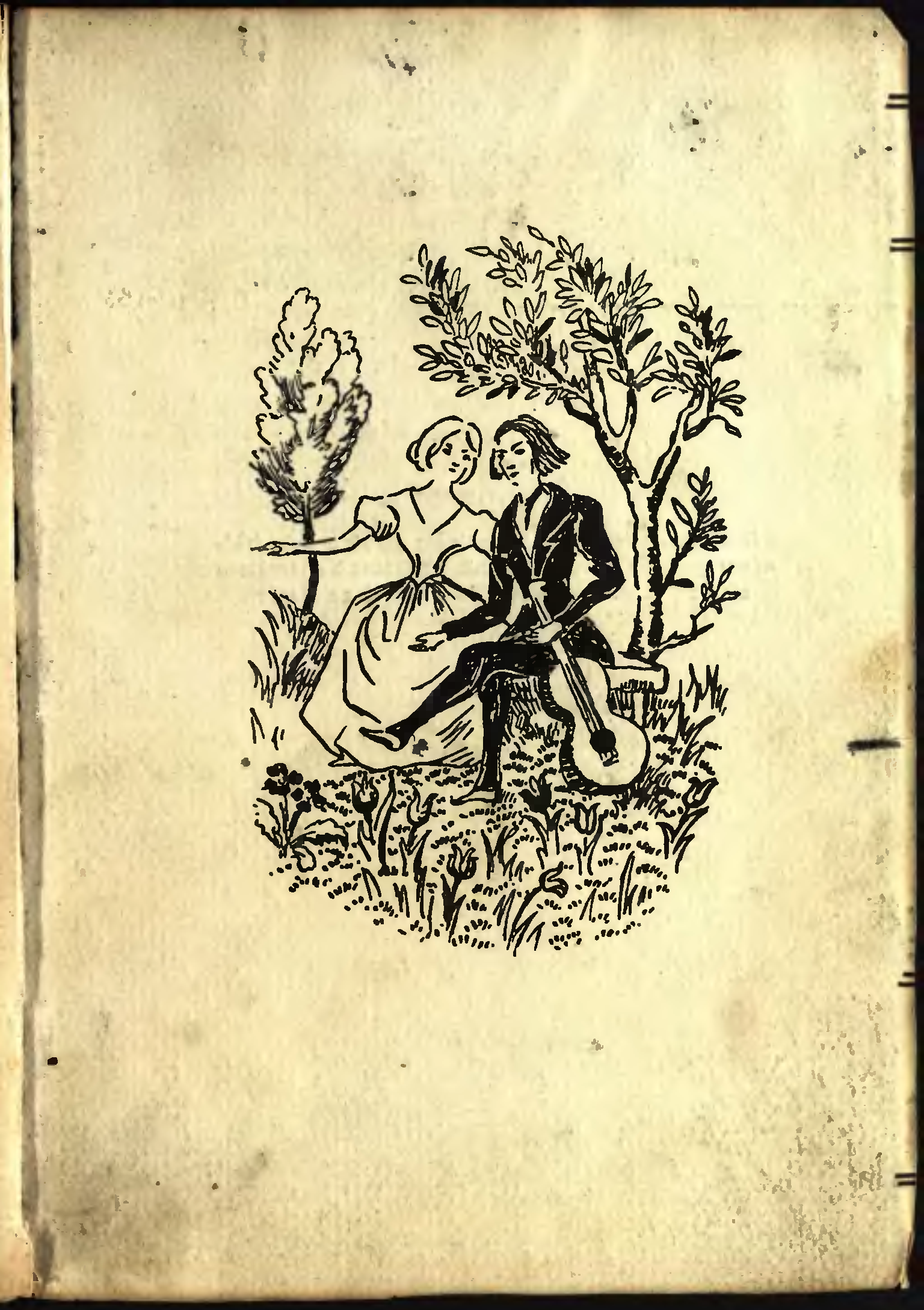
Ilustracja w książce Pohádka máje autorstwa Viléma Mrštíka, 1897
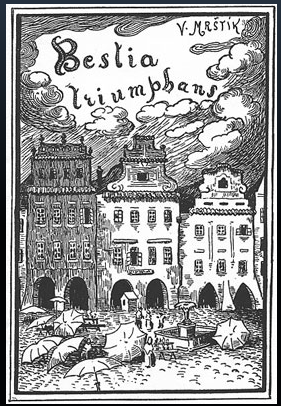
Okładka pracy Bestia triumphans autorstwa Viléma Mrštíka, 1897
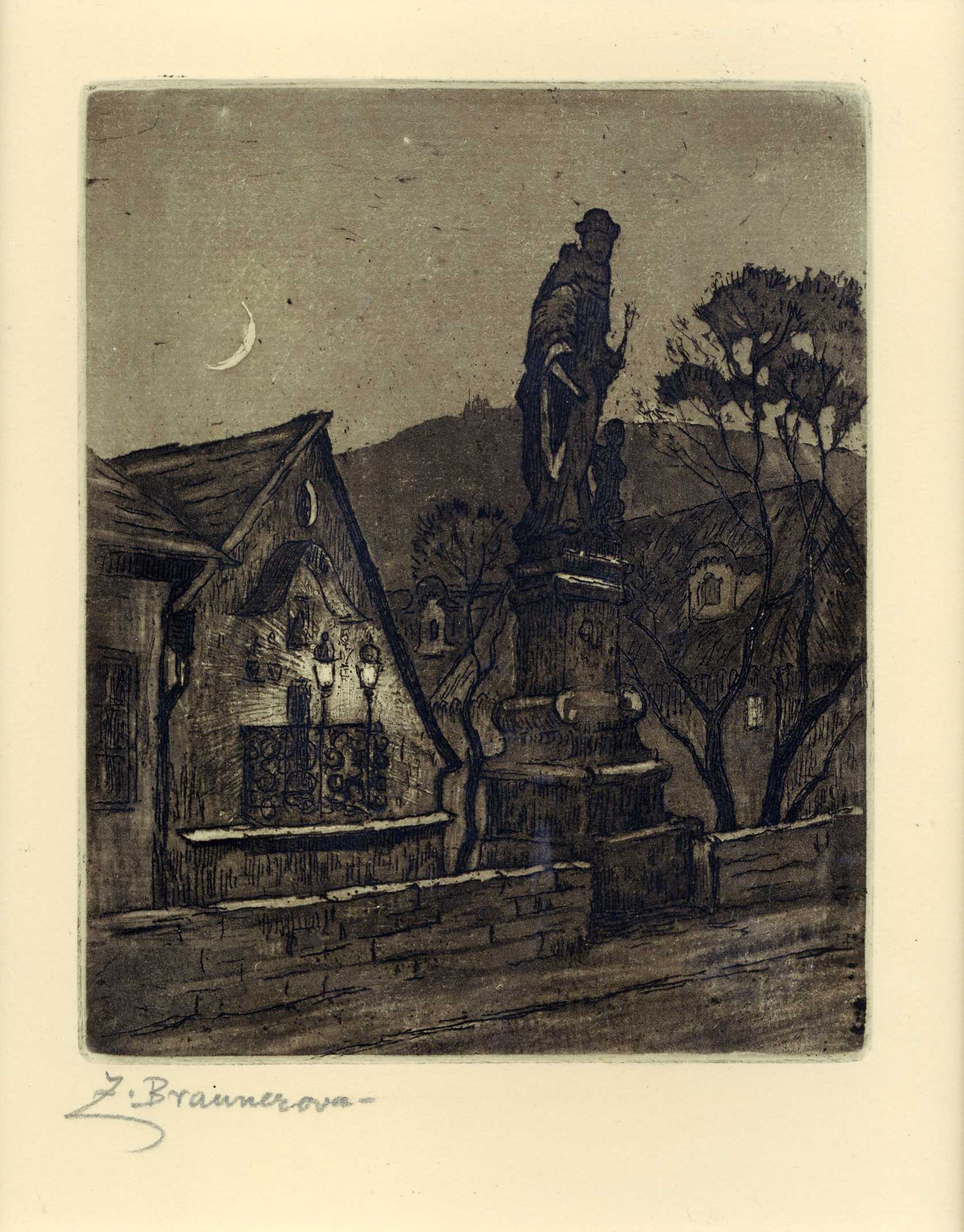
Večer nad Kampou, grafika
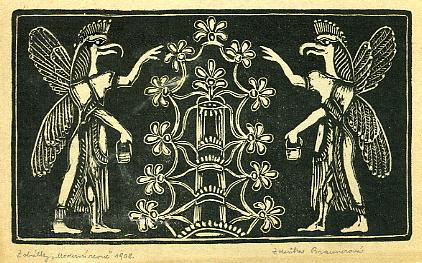
Dvě mýtické postavy, grafika, 1908
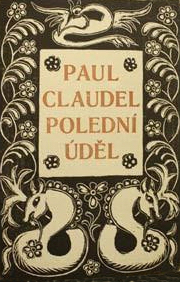
Strona tytułowa dzieła Paula Claudela w czeskim wydaniu, 1910